# 卢森堡县
卢森堡县（法语：canton de Luxembourg；德语：Kanton Luxemburg；卢森堡语：Kanton Lëtzebuerg）是卢森堡南部的一个县，首府卢森堡城。它是除梅尔施县以外的唯一一个完全被其他县包围的县，因此没有与其他国家交界。 
在2015年卢森堡废除区之前，卢森堡县曾属于卢森堡区。

## 行政区划
卢森堡县由以下11个市镇组成： 
- 贝尔特朗日
- 孔特恩
- 埃斯珀朗日
- 卢森堡
- 下安文
- 桑德韦勒
- 许特朗日
- 施泰因瑟尔
- 施特拉森
- 瓦尔弗当日
- 魏勒拉图尔

## 合并
- 1920年3月26日，旧市镇Hamm、Hollerich和Rollingergrund（均来自卢森堡县）合并为市镇卢森堡。[2]
- 1920年7月1日，旧市镇Eich（来自卢森堡县）并入市镇卢森堡。[3]